# Sydafrikas herrjuniorlandslag i ishockey
Sydafrikas herrjuniorlandslag i ishockey representerar Sydafrika i ishockey för herrjuniorer. Laget spelade sin första landskamp den 1 januari 1996 i Tallinn under juniorvärldsmästerskapets D-grupp, och förlorade då med 1-8 mot Jugoslavien.

### Fotnoter
1. ↑  ”Championnat du monde 1996 des moins de 20 ans”. Hockeyarvhives. 1995-1996. http://www.passionhockey.com/hockeyarchives/U-20_1996.htm. Läst 16 december 2013.